# Friedrich Eckoldt (Z16)
El  Friedrich Eckoldt (Z16) fue un destructor (Zerstörer en alemán) con el numeral Z16 perteneciente a la Kriegsmarine durante la Segunda Guerra Mundial, estuvo presente en casi todas las acciones navales cuyo escenario fue el Báltico y el Ártico. Fue hundido durante la Batalla del mar de Barents a fines de 1942. 

## Historial operativo
Su diseño numerado por año correspondía a la clase Zerstörer 1934-A, fue construido por los astilleros Blohm & Voss con el número de casco B505.
El Z16 fue botado el 21 de marzo de 1937 y entró en servicio en julio de 1938.  Su nombre fue en remembranza del teniente capitán Friedrich Eckoldt muerto en acción durante la Batalla de Jutlandia que tuvo lugar en la Primera Guerra Mundial.
Su primer comandante fue el capitán de corbeta Alfred Schemmel. El Friedrich Eckoldt fue parte de la escolta del acorazado de bolsillo  Deutschland  que transportó a Hitler en la ocupáción de Memel, luego fue enviado para realizar patrullas de no intervención a aguas hispanas durante la Guerra Civil Española hasta los inicios de 1939. 
El Friedrich Eckoldt durante el inicio de la Segunda Guerra Mundial en septiembre de 1939, fue enviado a aguas polacas en el Báltico en cumplimiento del bloqueo a ese país en 1939, sus labores eran pesquisar el tráfico neutral en el Skagerrak. También participó en la Operación Vikingo en labores de minado en el estuario del Humber junto al  Wilhelm Heidkamp (Z21), buque insignia del contralmirante Günther Lütjens secundado por el contralmirante Erich A. Bey en el  Erich Steinbrinck (Z15), por un error de identificación un avión alemán daña y hunde al destructor  Leberecht Maaß (z3) y una mina amiga hundió al   Max Schulz (Z3).  A pesar de las pérdidas la operación de minado hábilmente dispuesta fue exitosa para los germanos ya que a causa del desconocimiento de los ingleses y polacos de la existencia de este campo se hundieron 14 buques enemigos con un registro total de 64 500 t. El Friedrich Eckoldt y otras unidades siguieron participando en labores de minado en entre noviembre de 1939 y febrero de 1940 bajo las´órdenes del comodoro Friedrich Bonte.
En abril de 1940 fue asignado a la Operación Weserübung para invadir Noruega,  el Friedrich Eckoldt transportando en su cubierta el 138.º Gebirgsjäger Regiment junto al  Admiral Hipper con destino a Trondheim.  

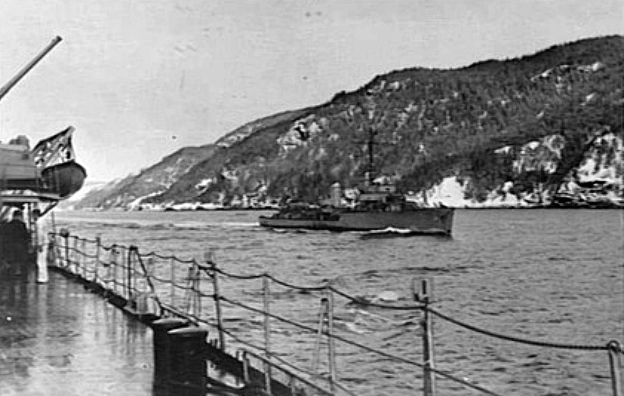
El y uno de sus destructores, probablemente el Friedrich Eckoldt por babor (abril 1940)

Posteriormente en septiembre de 1940 fue enviado junto a 5 destructores a labores de minado nocturno en las costas de Inglaterra, a Falmouth Bay donde fue atacado por la RAF causándole una baja. Fue enviado a los astilleros  Blohm & Voss para reparaciones y modernizaciones.
El 19 de mayo de 1941 tomo parte en la escolta del Bismarck y del crucero pesado  Prinz Eugen  el trayecto Gotenhafen-Bergen  en el contexto de la Operación Rheinübung, la escolta de tres destructores incluyendo el Friedrich Eckoldt escoltaron luego a ambos buques haciendo pantalla antisubmarina hasta las 4:10 del día 22 de mayo.
En julio de 1941 el Friedrich Eckold  es transferido a Kirkenes, junto con el resto de la sexta flotilla de destructores las cuales patrullaron las costas altas de Noruega y hundieron algunos patrulleros soviéticos. En agosto ofició de transporte de tropas a Noruega y escolta de pequeños convoyes.  En noviembre regresó a Kiel para reparaciones mayores.
A principio de 1942 realizó patrullas y labores de minado en el ártico, en el Mar Blanco y el Mar de Kara para interferir las acciones soviéticas de uso de rompehielos para el transporte de avituallamientos. En noviembre fue enviado a Trondheim para escoltar al acorazado de bolsillo Lutzow junto al crucero pesado  Admiral Hipper al mando del almirante Kummetz y los destructores Z29; Z30; Z31; Z4 y Z6 ;  en operaciones de ataque a los convoyes enviados por los aliados.
En vísperas del año nuevo, la formación del almirante Oskar Kummetz   fue informada de la presencia del convoy JW 51B en el Mar de Barents cerca de la desolada Isla del Oso, cuya fuerte escolta el almirante alemán ignoraba.  Por orden del Gran almirante Erich Raeder, Kummetz se hizo a la mar bajo condiciones atmosféricas límites de borrascas con Viento blanco y niebla lo que hacía muy difícil la identificación visual.
Kummetz dividió sus fuerzas destacando en avanzada hacia e suroeste a los destructores mientras el Admiral Hipper y el Lutzow lo hacían por el noroeste.
El Friedrich Eckold descubrió al destructor británico HMS Obstination quien actuaba de retaguardia del convoy y abrió fuego a 8000 m, pero la nave británica tendió humo y desapareció yéndose a reunir con el convoy sin ser perseguidos por los alemanes quienes habían recibido la orden de reunirse con el Admiral Hipper, el  Friedrich Eckold quedó rezagado respecto al resto su avance hacia el noreste quienes descubrieron y hundieron al dragaminas HMS Bramble, esto permitió al Friedrich Eckold tomar la delantera y acercarse al convoy.
El Friedrich Eckold creyó identificar al  Admiral Hipper con la silueta difusa de un buque de guerra de gra tamaño sin saber que se topaba con el crucero pesado HMS Sheffield que actuaba de escolta, el Friedrich Eckold se acercó confiadamente solicitando confirmar identidad por medio de lámpara de señales y los británicos fingieron intentar contestar. El Friedrich Eckold se acercó a 4000 m cuando el HMS Sheffield abrió fuego sobre el desprevenido destructor alcanzándolo de lleno con una salva convirtiéndolo en derelicto flotante, finalmente fue rematado con torpedos a menos de 1000 m de distancia sin sobrevivientes.